# Ayapana
Ayapana é um género botânico pertencente à família Asteraceae.

## Espécies
- Ayapana ecuadorensis
- Ayapana triplinervis